# Rombski triakontaeder
| Rombski triakontaeder             | Rombski triakontaeder                                                 |
| --------------------------------- | --------------------------------------------------------------------- |
|                                   |                                                                       |
| Vrsta                             | Catalanovo telo                                                       |
| Coxeterjev diagram                |                                                                       |
| Stranske ploskve                  | rombi                                                                 |
| Stranske ploskve                  | 30                                                                    |
| Robovi                            | 60                                                                    |
| Oglišča                           | 32                                                                    |
| Vrsta oglišč                      | 20{3}+12{5}                                                           |
| Konfiguracija stranskih ploskev   | V3.5.3.5                                                              |
| Simetrijska grupa                 | Ih, H3, [5,3], *532                                                   |
| Vrtilna grupa                     | I, [5,3]+, 532                                                        |
| Diedrski kot                      | 144º                                                                  |
| Lastnosti                         | konveksen, tranzitivne stranske ploskve, tranzitivni robovi, zonoeder |
| ikozidodekaeder (dualni polieder) | mreža telesa                                                          |

Rombski triakontaeder ali včasih kar triakontaeder je konveksni polieder s 30 rombskimi stranskimi ploskvami. Je Catalanovo telo. Njegov dualni polieder je ikozidodekaeder. Spada med zonoedre. 
Razmerje med daljšo in krajšo diagonalo vsake stranske ploskve ja natančno enako zlatemu rezu. Tako  ostri koti na vsaki stranski ploskvi  merijo 2 tan−1(1/φ) = tan−1(2). Romb, ki ga dobimo na ta način, se imenuje zlati romb. 
Ena stranska ploskev rombskega triakontaedra. 
Dolžine diagonal so v razmerju zlatega reza.

## Sorodni poliedri
|                                 | Sferni poliedri | Sferni poliedri    | Sferni poliedri       | Evklidsko tlakovanje | Hiperbolično tlakovanje | Hiperbolično tlakovanje |
| Sferna/Ravninska simetrija      | *332 [3,3] Td   | *432 [4,3] Oh      | *532 [5,3] Ih         | *632 [6,3] P6m       | *732 [7,3]              | *832 [8,3]              |
| ------------------------------- | --------------- | ------------------ | --------------------- | -------------------- | ----------------------- | ----------------------- |
| Rombske oblike                  | kocka           | rombski dodekaeder | rombski triakontaeder | rombsko              |                         |                         |
| Konfiguracija stranskih ploskev | V3.3.3.3        | V3.4.3.4           | V3.5.3.5              | V3.6.3.6             | V3.7.3.7                | V3.8.3.8                |
| Coxeterjev diagram              |                 |                    |                       |                      |                         |                         |

Rombski triakontaeder tvori konveksno ogrinjačo ene projekcije 6-kocke v tri razsežnosti.
| Trirazsežni bazni vektorji [u,v,w] so: u = (1, φ, 0, -1, φ, 0) v = (φ, 0, 1, φ, 0, -1) w = (0, 1, φ, 0, -1, φ)                                     | Prikazano s skritimi notranjimi robovi |
| Obstoja 64 oglišč in 192 enotskih robov, ki tvorijo petkotno (pentagonalno) simetrijo vzdolž določene osi ter šestkotno simetrijo na ostalih oseh. |                                        |